# Алья Нуршабрина
Алья́ Нуршабри́на Самадику́н (индон. Alya Nurshabrina Samadikun род. 21 января 1996, Бандунг) — индонезийская модель, победительница «Мисс Индонезия 2018». Представляла Индонезию на конкурсе «Мисс мира 2018», где вошла в топ-30.

## Биография
4 декабря 2014 года Алья Нуршабрина выиграла конкурс Wajah Femina 2014, став первой победительницей в истории данного конкурса.
23 февраля 2018 года после победы на национальном конкурсе Алья Нуршабрина была коронована как «Мисс Индонезия». Она получила право представлять Индонезию на «Мисс мира 2018». По его итогам она вошла в топ-30 участниц.